# Gustaaf-Julien Claeys
Gustaaf-Julien Claeys (Brugge, 4 november 1844 - 18 juni 1907) was stadsbibliothecaris van Brugge, advocaat en hoogleraar.

## Levensloop
Na middelbare studies in Brugge, studeerde Claeys rechten in Gent en in Leuven en werd in 1867 doctor in de rechten aan de Gentse universiteit. Hij vestigde zich als advocaat aan de balie van Brugge en bleef dit tot in 1889.
In februari 1870 werd hij tot stadsbibliothecaris verkozen, functie die hij cumuleerde met zijn advocatenpraktijk. Claeys behoorde tot de Association Libérale en stond dus goed aangeschreven bij het liberale stadsbestuur. 
Hij was gesteld op orde en goede organisatie. Twee zaken die hem moeilijk realiseerbaar leken in de onaangepaste lokalen in het stadhuis. Hij drong daarom aan op nieuwe accommodaties en in 1882 kon hij het stadsbestuur overtuigen om de bibliotheek te verhuizen naar de bovenverdiepingen van het Tolhuis op de Jan van Eyckplaats. In 1884 vond de verhuis plaats. Ook nog in 1882 gaf hij een catalogussupplement uit.
Vanaf 1879 doceerde Claeys rechtsleer aan de rijksnormaalschool in Gent en vanaf 1890 werd hij hoogleraar aan de Gentse universiteit, waar hij in het Nederlands een cursus strafrecht en strafrechtspleging doceerde.
In 1889 paste de Brugse balie strenger de cumulregels toe en aanvaardde ze niet langer de cumul door Claeys uitgeoefend. Hij verliet dan ook met grote tegenzin en met luid gemopper de Brugse balie. Hij bleef nog plaatsvervangend vrederechter.
Gustaaf Claeys was getrouwd met een Claeys. Ze stierf jong, na hem vier kinderen te hebben geschonken, drie dochters (waarvan er twee jong stierven) en een zoon.

## Publicaties
- Manuel de droit et d'économie politique, Brugge, 1881
- De Wet Coremans betrekkelijk het gebruik der Vlaamsche Taal in strafzaken, Brugge, 1890
- De Criminologie als hulpwetenschap tot het strafrecht beschouwd, Gent, 1890